# Pleurospermopsis
Pleurospermopsis là chi thực vật có hoa trong họ Apiaceae.